# Pacséri Károly
Pacséri Károly, született Prohászka (Losonc, 1864. január 24. – Budapest, 1928. június 22.) bölcseleti doktor, királyi tanfelügyelő, lapszerkesztő.

## Élete
Prohászka Alajos zenetanár és pacséri Odry Erzsébet fia. Gimnáziumi tanulmányait Losoncon, a VI. osztályt Pozsonyban, a VII. és VIII. Esztergomban végezte, az utóbbi három osztályt mint esztergom-főegyházmegyei papnövendék. A bécsi és innsbrucki egyetemen előbb teológiai, a bécsi és budapesti egyetemen utóbb bölcseleti tanulmányokat végzett 11 féléven át. 1884-1892-ig báró Babarczy Sándor, gróf Draskovich Iván, gróf Zichy Jakab és gróf Wenckheim Frigyes házaiban nevelősködött. Prohászka családi nevét 1889-ben változtatta Pacsérira. Az 1892-93. tanévben a budapesti Ferencz József nevelőintézetben nevelő-tanár, 1893-94-ben kassai főreáliskolai tanár volt. 1894-ben nyert bölcseletdoktori oklevelet a budapesti egyetemen és azon év július elején Bács-Bodrogmegye királyi segédtanfelügyelőjévé nevezték ki. 1897-ben szolgálattételre a vallás- és közoktatási miniszteriumba rendeltetett be. 1898-ban Nógrád megye királyi tanfelügyelőjévé neveztetett ki, ahonnét hasonló minőségben Torontál megyébe helyezték át. 1906-ban Sopron vármegye, 1912-ben Esztergom vármegye királyi tanfelügyelőjeként működött. 1919 áprilisában a Munkástanács felszólította, hogy 48 órán belül hagyja el Esztergom vármegyét, Kunfi Zsigmond népbiztos 1919. március 21-től június 24-ig rendelkezési állományba helyezte. A kommün bukását követően 1919 nyarán Huszár Károly miniszter Budapestre rendelte szolgálattételre, Haller István miniszter 1919. november 24-től 1920. december 16-ig Pest-Pilis-Solt-Kiskun vármegye német nyelvű iskolai felügyelőjévé nevezte ki. 1922-ben vonult nyugdíjba.
Nevelésügyi és tanügyi cikkeket írt a fővárosi s vidéki lapokba.

## Munkái
1. A Szent-Imre egylet története. Budapest, 1888. (Különnyomat a Magyar Államból).
2. Marcus Fabius Quintilianus nevelési elveiről. Tekintettel a római nevelés- és művelődésügy történetére. Paedagogiai tanulmány. Kassa, 1894. (Ism. M. Paedagogia 548. l.).
3. Tanfelügyeletünk és a tanfelügyelői szakvizsgálat. Zombor, 1897.
4. Quintilianus és Plutarchos. Neveléstörténeti tanulmány. Budapest, 1900. (Népnevelők Könyvtára 5. füz. II. évf. 1. sz.).
5. Nógrádvármegye népoktatásának története. Balassa-Gyarmat, 1900.
6. Garamszeghi Lubrich Ágost élete és munkái. Uo. 1901.
7. Neveléstudomány. 1-2. köt. Írta Lubrich Ágost. S.a.r. Uo., 1901.
8. Torontálm. földrajza. Az elemi népiskola 3. osztálya számára. Temesvár, 1903.
9. Földrajz. A 3. és 4. o. rész, Barsvm. ismertetését írta Végh István. Uo., 1904.
10. Földrajz. Az elemi isk. 3/6. osztálya számára. Dénes Károllyal. Uo., 1904/5. (2 rész)
11. Gazd. ismétlőisk. olvasókv. Uo., 1905.
12. Magyarország tört. Az el. népisk. 5/6. osztálya számára. Dénes Károllyal. Uo., 1906.
13. Az államsegélykérvények szerkesztése és felszerelése. Sopron, 1907.
14. Sopron vármegye földrajza. Az elemi népiskola 3. osztálya számára. Uo., 1907.
15. Földrajz, különös tekintettel Sopronvármegyére. Az elemi isk. 3. és 4. osztálya számára. Uo., 1908.
16. Képes ábc és olvasókv. Uo., 1910.
17. A sopronmegyei Ált. Tanítóegyesületről. Uo., 1911.
18. Az orsolyarendi apácák női gazd. tanintézetéről. Kassa, 1911.
19. Sopronm. térképe. Bp., 1914.
20. A magyar nemzet története, kapcsolatban a világ tört. főbb eseményeivel. 1-2. köt. A polgári leányiskola számára. Uo., 1912-13.
21. Ferenc Ferdinánd életrajza. Uo., 1916.

Sajtó alá rendezte Lubrich Ágost művét: Neveléstudomány, szerzőtől átdolgozott kiadás. B.-Gyarmat, 1901. Két kötet. Szerzőnek fénynyom. arczk.
Szerkesztette a Nógrádmegyei Tanügy c. havi folyóiratot. 1900. és 1901-ben Balassa-Gyarmaton.